# La Quadrature de la parabole (Archimède)
Ne doit pas être confondu avec Quadrature de la parabole.

Archimède inscrit un triangle particulier dans le segment de parabole. L'aire du segment de parabole est égale aux 4/3 de l'aire de ce triangle.

La Quadrature de la parabole est un traité de géométrie écrit par Archimède au IIIe siècle av. J.-C., sous la forme d'une lettre à son ami Dosithée (Dositheus). Cette œuvre énonce 24 propositions sur les paraboles et démontre que l'aire d'un segment de parabole (région délimitée par une parabole et une corde) est égale aux 4/3 de l'aire du triangle inscrit dont la médiane est parallèle à l'axe de la parabole.
La Quadrature de la parabole est un des premiers textes présentant une quadrature effective d'une surface délimitée par une courbe.
Cet écrit est également marquant par son mélange entre un raisonnement purement géométrique et un raisonnement faisant intervenir la notion de barycentre et la notion de pesée et c'est une des premières applications d'un raisonnement par exhaustion géométrique abouti.

## Structure du traité
Après avoir mis à part l'entête de la lettre, les lecteurs du traité le décomposent en général en trois parties, une établissant des propriétés générales sur la parabole, la seconde proposant une démonstration mécanique et la troisième une démonstration géométrique classique. 

### Introduction
La lettre est adressée à Dosithée, mais le texte était destiné à Conon de Samos. Archimède y annonce qu'il est le premier à avoir découvert comment quarrer la parabole, précisant qu'il a eu l'intuition du résultat par des considérations mécaniques et qu'il en propose deux démonstrations. La première utilise de la mécanique abstraite. La deuxième utilise la géométrie et la méthode d'exhaustion d'Eudoxe.

### Propriétés préalables (propositions I à V)

Quadrature par pesée : équilibrage du triangle ABC suspendu en Hg par le rectangle suspendu en A'.

Ce sont des énoncés de propriétés concernant la parabole. Certaines sont seulement énoncées car considérées comme connues, les trois premières sont citées sans preuve d'une œuvre perdue d'Euclide traitant des coniques. D'autres sont entièrement démontrées comme la proposition V, clef du raisonnement par pesée, qui assure, dans la figure ci-contre, l'égalité des rapports MA/MB et SQ/SM.

### Démonstration par pesée (propositions VI à XVII)
Archimède commence par établir des propriétés d'équilibre de triangles et de trapèzes (propositions VI à VII). 
Pour équilibrer le triangle ABC suspendu à son centre de gravité, il faut placer en A' un objet dont l'aire est le tiers de l'aire du triangle. Archimède découpe alors le triangle ABC en tranches de même largeur et équilibre chaque tranche. Ainsi la branche MNPQ est équilibrée par le rectangle mm'n'n. Le nœud de la démonstration consiste à prouver que l'aire de ce rectangle est comprise entre les aires des trapèzes MNRS et MNrs (propositions VIII et IX pour la première tranche - triangle, X et XI pour les centrales, XII et XIII pour la dernière). Or l'aire de la tranche de parabole est également comprise entre ces deux aires. L'aire totale de l'objet placé en A' ainsi que l'aire totale de la portion de parabole sont toutes deux encadrées par les sommes des trapèzes (somme des grands et somme des petits) (propositions XIV et XV). Les propositions sont traitées par paires car Archimède envisage deux cas selon que la corde est perpendiculaire ou oblique à l'axe de la parabole. 
À condition d'augmenter le nombre de tranches, la différence entre ces deux sommes peut être rendue aussi petite que l'on veut. Un raisonnement par exhaustion (proposition XVI) permet alors de conclure que l'aire de la portion de parabole est égale à l'aire de l'objet placé en A', soit le tiers du triangle ABC. Comme d'autre part, l'aire du triangle ABC correspond au quadruple de l'aire du triangle inscrit (proposition XVII), l'aire de la portion de parabole est égale aux quatre tiers de l'aire du triangle inscrit.

### Démonstration géométrique (propositions XVIII à XXIV)

Décomposition du segment de parabole à l'aide d'une succession de triangles inscrits.

Archimède construit dans le segment de la parabole un triangle dont la médiane est parallèle à l'axe de la parabole, démontrant que son aire est maximale (proposition XVIII), et encadre le segment de parabole par ce triangle et le parallélogramme qui lui est associé (proposition XX).
Il réitère le processus dans les deux portions de paraboles ainsi créées démontrant que les aires de ces nouvelles figures valent le huitième des précédentes (proposition XIX et XXI). L'aire de la parabole est donc supérieure à la somme des aires des triangles ainsi créés (proposition XXII). Il obtient la somme des termes d'une suite géométrique de raison 1/4, dont il calcule la valeur (proposition XXIII). Il lui reste alors à utiliser un raisonnement par exhaustion (proposition XXIV) pour démontrer que l'aire du segment de parabole ne peut ni excéder ni être inférieure aux quatre tiers du triangle de départ.

## Chronologie et validité de la méthode par pesée
Il est difficile de dater avec certitude les écrits d'Archimède. Cependant les préfaces des lettres à Dosithée permettent de déterminer avec certitude, sinon l'ordre d'écriture, du moins l'ordre des envois des différents écrits. La quadrature de la parabole est la première des lettres envoyées à Dosithée. D'autre part, l'utilisation des propriétés sur les balances permet de placer cet écrit après le livre I du traité De l'équilibre des plans. Les historiographes s'accordent donc à placer ce traité assez tôt dans les travaux d'Archimède. La plupart d'entre eux, à l'exception de Wilbur Knorr le placent même avant le traité sur la mesure du cercle, faisant de cette œuvre la première quadrature effective d'une surface délimitée par une courbe. 
Le fait que le raisonnement soit double suscite des interrogations. La démonstration par pesée est-elle considérée par Archimède comme valide ? La seconde démonstration, proche de la méthode qu'emploie Archimède pour le cercle, doit-elle être considérée comme la seule « vraie » démonstration ou bien sert-elle à rassurer Dosithée à laquelle la lettre est adressée? 
Une description de la découverte de l'aire par pesée figure également dans un autre écrit d'Archimède De la Méthode envoyé à Ératosthène, découvert tardivement (voir l'article « Palimpseste d'Archimède »), et considéré pour beaucoup comme une œuvre tardive voire une œuvre testamentaire. Dans celui-ci, Archimède équilibre ligne par ligne, à la méthode des indivisibles, un triangle suspendu par son centre de gravité avec des lignes du segment de parabole suspendues à l'extrémité du second fléau. Cependant, il conclut son exposé par la phrase « La proposition n'est, certes, pas démontrée par ce que nous venons de dire, mais elle donne une certaine idée que la conclusion est vraie». Cette phrase est diversement interprétée. Certains y voient un rejet par Archimède de la méthode mécanique comme preuve formelle. C'est le cas de Charles Mugler, qui ne voit dans la méthode mécanique qu'une méthode empirique. Wilbur Knorr abonde dans son sens et va même plus loin : selon lui, la quadrature géométrique est antérieure à la quadrature par pesée et Archimède, écrivant à Dosithée, lui présente une méthode empirique et la valide ensuite par un raisonnement qu'il a dans ses tiroirs depuis longtemps. Pour Jean-Pierre Le Goff, la preuve mécanique correspondrait à une démarche heuristique du type analyse et la démonstration géométrique serait du type synthèse. D'autres sont d'un avis contraire. Le caractère non rigoureux du principe décrit dans La Méthode relèverait, selon eux, de l'utilisation de lignes. Bernard Bettinelli voit dans la quadrature une synthèse réussie dans laquelle Archimède est capable de « mettre en place rigoureusement la démarche d'exhaustion sur le canevas de la Méthode ». Khalil Jaouiche voit dans la statique archimédienne une science formalisée. Eduard Jan Dijksterhuis et Jean Itard jugent que la méthode mécanique est mathématiquement recevable et, pour Pierre Souffrin, le principe de la découverte est décrit dans La Méthode et les deux démonstrations du traité sont de l'ordre de la démonstration géométrique rigoureuse.

## Sources
- (en) Cet article est partiellement ou en totalité issu de l’article de Wikipédia en anglais intitulé « The Quadrature of the Parabola » (voir la liste des auteurs).
- Archimède, De la quadrature de la parabole, traduction et commentaire de F. Peyrard, 1807, œuvre numérisée par Marc Szwajcer, sur le site de Philippe Remacle
- Michèle Bathier-Fauvet, « La méthode des pesées chez Archimède », dans Actes du colloque: « L’Océan indien au carrefour des mathématiques arabes, chinoises, européennes et indiennes », IUFM de La Réunion, 1997 (lire en ligne)
- Bernard Bettinelli, « Intuition et démonstration chez Archimède », dans La démonstration mathématique dans l'histoire, IREM de Lyon, 1989
- Jean-Pierre Le Goff, « De la méthode dite d'exhaustion : Grégoire de Saint-Vincent », dans La démonstration mathématique dans l'histoire, IREM de Lyon, 1989
- Pierre Souffrin, « Trois études sur l'œuvre d'Archimède », Cahier d'histoire et de philosophie des sciences, no 14,‎ 1980
- Bernard Vitrac, « À propos de la chronologie des œuvres d'Archimède », dans Jean-Yves Guillaumin (dir.), Mathématiques dans l'Antiquité, Université de Saint-Étienne, Centre Jean Palerne, coll. « Mémoires » (no XI), 1992, p. 59-92